# James McCudden
James Thomas Byford McCudden VC, DSO & Barra, MC & Barra, MM (Gillingham, Medway, Kent, Anglaterra 28 de març de 1895 - Auxi-le-Château, França 9 de juliol de 1918) fou un aviador de combat i as de la Primera Guerra Mundial condecorat amb la Creu Victòria, la condecoració de més nivell pel valor mostrat davant l'enemic de l'Imperi Britànic i la Commonwealth. McCudden fou el pilot britànics més condecorat de la guerra i un dels que serví durant més temps, havent entrat a la Royal Flying Corps el 1913. La història de McCudden és força destacable, ja que ascendí des de mecànic fins a Major durant la guerra per a esdevenir un dels soldats més condecorats del conflicte. En el moment de la seva mort, havia aconseguit un total de 57 victòries, essent així el seté as amb més victòries de la Primera Guerra Mundial.

## Primers passos
James McCudden va néixer a Gillingham, Medway, Kent fill de l'exsergent major William H. McCudden i la seva dona Amelia de Pitlochry. Dos dels seus germans, Willie McCudden (mort el 1915) i Jack McCudden (mort el 1918) també van esdevenir pilots de combat.

## Carrera militar
Entrà als Royal Engineers el 1910, però després d'un vol amb el seu germà Willie sobre la plana de Salisbury aplicà per a ser transferit a la Royal Flying Corps, cosa que li fou concedida el 1913. L'agost de 1914 fou enviat a França com a mecànic de l'Esquadró núm. 3, i se li va permetre volar com a observador durant els següents mesos. El gener de 1916, tornà a Anglaterra, va aprendre a pilotar a Gosport, obtenint així la llicència de pilot l'abril de 1916. Entrà a l'Esquadró núm. 20 com a suboficial el juny de 1916 on pilotaria un FE-2 i estaria estacionat a Clairmarais, prop de St Omer. Només un mes després es canvià a l'Esquadró núm. 29 equipat amb caces DH-2. Reclamà la seva primera victòria al setembre de 1916.
El Sergent McCudden i altres membres de l'esquadró 29 es toparen amb la Jasta 2 i el Tinent Manfred von Richthofen en el que seria un llarg dogfight el 27 de desembre de 1916. El baró reclamà haver abatut un aparell de configuració propulsora, i les investigacions indiquen que reclamava el DH-2 de McCudden, tot i que cap de les 300 bales disparades pel Baró Roig havien arribat a impactar amb l'aparell de McCudden, qui tornà a la base sa i estalvi.
Al febrer de 1917, McCudden ja havia estat condecorat amb la Medalla Militar, havia estat fet oficial i condecorat amb la Creu Militar. Tornà a Anglaterra havent reclamat 5 victòries aèries. A mitjans de 1917, esdevingué comandant de l'Esquadró núm. 56, esquadró equipat amb SE5a.

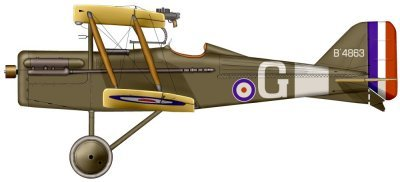
El SE5a de McCudden.

### Tàctiques
McCudden fou un dels primers aviadors realment professionals, en aplicar tècniques i tàctiques durant els seus combats aèris. McCudden controlava sempre les seves armes, aparells i tàctiques, descartant opcions desesperades com ara intentar estavellar el seu aparell contra el d'un enemic deliberadament.
Gràcies als seus coneixements de mecànic, modificà efectivament el seu aparell per a poder assolir alçades de fins a 4000 peus (poc més de 1200 metres). Això feu que s'especialitzés a assetjar aparells de reconeixement enemics que volaven a alçades més elevades, fet que fa que compti amb un gran nombre d'aparells capturat (19). Algunes d'aquestes tàctiques són descrites a l'autobiografia de McCudden, titulada "Flying Fury - Five Years In the RFC".

### Condecorat amb la Creu Victòria
McCudden tenia 22 anys, i era Capità temporal, quan succeïren els següents events:
Durant el període agost de 1917 - març de 1918, el Capità McCudden mostrà un valor manifest, durant patrulles aèries sobre França, així com una perseverança i alta devoció per al compliment del deure. Com a líder de patrulla demostrà les majors habilitats no només a l'hora de destruir l'enemic, sinó també en la manera que, durant els combats, protegia els pilots més novells, decrementant el nombre de baixes al mínim. Al març de 1918 ja comptava amb 51 victòries, algunes en solitari mentre que d'altres acompanyat pels seus homes. Com a exemple de les seves qualitats, el 16 de febrer de 1918 destruí tres aparells biplans en la patrulla del matí, afegint una victòria més a la tarda.
En la citació de la Creu Victòria publicada en el London Gazette del 2 d'abril de 1918 s'hi pot llegir:
| « | Per el més manifest valor, perseverança i alta devoció per al compliment del deure. El Capità McCudden compta en el present amb 54 victòries sobre aparells enemics, 42 dels quals han estat destruïts, 19 en el nostre costat del front. Només s'ha fet perdre el control a 12 d'aquests 54. En dos ocasions, ha destruït 4 biplans enemics en un mateix dia, i en el segon d'aquests casos, tots quatre aparells foren destruïts en un espai de temps d'hora i mitja. Ha participat en 78 patrulles ofensives amb el seu esquadró, essent el líder en la majoria d'aquestes. En com a mínim 30 ocasions, ha creuat el front sol, ja sigui a la recerca o persecució d'aparells enemics. Els següents són exemples de la feina que ha fet recentment: el 23 de desembre de 1917, mentre liderava la seva patrulla, 8 aparells enemics foren atacats entre les 14:30 i les 15:50 dos dels quals foren abatuts pel Capità McCudden; el mati d'aquell mateix dia, despegà a les 10:50 i es troba amb 4 aparells enemics dels quals en va abatre 2;el 39 de gener de 1918, atacà, en soitari, 5 caces enemics, abatent-ne 2. En aquesta ocasió, no tornà a casa fins que els caces enemics havien estat expulsats; la munició de la seva metralladora Lewis s'havia acabat i la corretja de la seva Vickers s'havia trencat. Com a líder de patrulla ha mostrat en tot moment el major valor i habilitats, no només a l'hora de destruir l'enemic, sinó també en la manera que, durant els combats, protegia els pilots més novells, decrementant el nombre de baixes al mínim. Aquest oficial, és considerat, per la feina feta, el valor, i pel gran servei en que ha servit a la seva nació, mereixedor del més alt reconeixement. | » |

### Retorn a Anglaterra
A diferència dels governs alemany i francès, el Ministeri de Guerra anglès havia estat fins al 1917 en contra de publicitar soldats i asos de forma individual per a influir en la moral del poble, a excepció, probablement d'Albert Ball. Tot i això, al desembre de 1917, després que Alfred Harmsworth fos nomenat ministre d'informació, i al sentir aquest que s'estava desaprofitant una oportunitat, engegà una campanya per a publicitar combatents extraordinaris. El 3 de gener de 1918, va aparèixer una història al Daily Mail amb el subtítol de Our Unknown Air Heroes (Els nostres desconeguts herois de l'aire), que anava enfocat principalment en McCudden.
Tímid amb aquestapublicitat, McCudden ni tan sols va dir res a la seva família sobre la seva citació a Buckingham Palace per a rebre la Creu Victòria de mans del rei Jordi V del Regne Unit. McCudden també fou condecorat amb la DSO amb una barra, i una barra per la Creu Militar al mateix temps. Promocionat al rang de Major, esdevingué gran amic d'Edward Mannock durant la seva estada a Londres, amb qui acabaria competint per l'amor de la ballarina del Teatre de West End Teddie O'Neill.
McCudden desitjava tornar al front, però com que ara havia esdevingut una personalitat, al Ministeri de l'Aire no li feia cap gràcia. En algun moment McCudden guanyà la discussió, però li fou negada la comandància de l'Esquadró núm. 85 a causa de la seva falta "d'educació en l'escola pública".
Tot i això, un pilot de l'esquadró 85 del moment, el tinent John M. Grider, escriví en el seu diari:
| « | El general ha vingut i s'ha près un te amb nosaltres. Ens ha pregunt a qui voliem de comandant. Ens volia enviar a en McCudden pero nosaltres li hem dit que no el voliem, sempre es queda tots els "hun" per ell i no deixa cap possibilitat als altres d'abatir-los...Li hem demanat que ens envies en Mickey Mannock que és el comandant de l'esquadró 74. | » |

## Mort

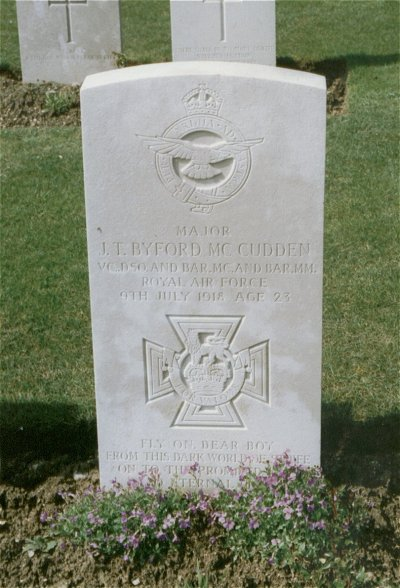
Tomba de McCudden

Acceptat per a comandar l'Esquadró núm. 60, recollí el seu nou Royal Aircraft Factory SE5a prop de Londres i volà cap a Kent, on passà la nit amb la seva família. Després d'esmorzar amb la seva germana, el 9 de juliol de 1918 volà sobre el Canal de la Mànega en direcció a Boffles, França. Aterrà a Auxi-le-Château, per a preguntar direccions a personal de la RAF que allà hi havia estacionat. Poc després de despegar, el motor del SE5a fallà, possiblement a causa d'un carburador mal instal·lat, i l'aparell s'estavellà. L'incident fou vist per membres de la RAF, que ràpidament es dirigiren al lloc dels fets per a assistir-lo. McCudden fou trobat en el lloc de l'accident amb diverses ferides greus, amb la mandíbula fracturada. Fou dut a l'hospital on moriria dues hores més tard, sense recuperar la consciència en cap moment.
Les restes de McCudden foren enterrades al proper cementiri de Wavans al Pas de Calais. La mort de McCudden fou tot just dos mesos més tard que la de l'as Manfred von Richthofen, cosa que feu que alguns comentessin que el funeral d'aquest últim havia estat molt més llarg i elaborat pels britànics que no pas el del mateix McCudden.
El nombre total de victòries de McCudden va ser de 57, el tercer amb més victòries de la RAF, repartides en 19 captures, 27 aparells i un de compartit destruïts, 8 aparell i 2 compartits duts fora de control. A diferència de la majoria d'asos, la majoria de les seves victòries han estat verificades tant per fonts aliades com alemanyes, suggerint que McCudden podria ser, de fet, l'as amb més victòries britàniques del conflicte, i potser fins i tot, l'as amb més victòries britàniques de tots els temps.

## Memorial
El matí del 9 de juliol, McCudden havia donat un sobre a la seva germana mentre esmorzaven, que més tard resultaria contenir totes les seves medalles. Avui en dia es poden veure totes les medalles de McCudden, inclosa la Creu Victòria al museu dels Royal Engineers a Chatham (Kent), conjuntament amb les dels seus germans i pare. La làpida original de llautó, així com l'hèlice, també estan a la mostra.
James i els seus dos germans Willie i John també són recordats al Carlow Great War Memorial, Leighlinbridge Memorial Garden, Leighlinbridge, Carlow, Irlanda, que també destaca que aquell indret és precisament el lloc de naixement del seu pare.
El març de 2009, tant McCudden com Edward Mannock van aparèixer a l'episodi WWI Aces Falling de Timewatch a la BBC